# Donald Arthur Glaser
Donald Arthur Glaser (født 21. september 1926 i Cleveland, død 28. februar 2013 i Berkeley) var en amerikansk fysiker. Han modtog Nobelprisen i fysik 1960 for sin opfindelse af boblekammeret anvendt i subatomar partikelfysik.